# Sport-Verein Werder von 1899 2020-2021 (femminile)
Questa voce raccoglie le informazioni riguardanti lo Sport-Verein Werder von 1899 nelle competizioni ufficiali della stagione 2020-2021.

## Divise e sponsor
Le tenute di gioco solo le stesse del Werder Brema maschile.
|  | Casa | Trasferta | Terza divisa |

## Organigramma societario
Tratto dal sito ufficiale
Area tecnica
- Allenatore: Alexander Kluge
- Co-allenatore:
- Preparatore dei portieri:
- Preparatore atletico:
- Fisioterapeuta:

## Rosa
Rosa, ruoli e numeri di maglia tratti dal sito ufficiale, aggiornati al 19 febbraio 2021.
| N. |                          | Ruolo | Calciatrice         |
| -- | ------------------------ | ----- | ------------------- |
| 1  | Germania (bandiera)      | P     | Lena Pauels         |
| 3  | Nuova Zelanda (bandiera) | C     | Jana Radosavljević  |
| 4  | Germania (bandiera)      | D     | Anna Hausdorff      |
| 5  | Germania (bandiera)      | D     | Michelle Ulbrich    |
| 6  | Germania (bandiera)      | C     | Reena Wichmann      |
| 7  | Ungheria (bandiera)      | C     | Gabriella Tóth      |
| 8  | Germania (bandiera)      | C     | Sophie Walter       |
| 9  | Austria (bandiera)       | D     | Katharina Schiechtl |
| 10 | Germania (bandiera)      | A     | Verena Volkmer      |
| 11 | Austria (bandiera)       | C     | Julia Kofler        |
| 13 | Germania (bandiera)      | C     | Ricarda Walkling    |
| 15 | Germania (bandiera)      | C     | Jasmin Sehan        |

| N. |                     | Ruolo | Calciatrice              |
| -- | ------------------- | ----- | ------------------------ |
| 16 | Germania (bandiera) | C     | Eva Holtmeyer            |
| 17 | Germania (bandiera) | C     | Margarita Gidion         |
| 18 | Germania (bandiera) | C     | Lina Hausicke (capitano) |
| 19 | Germania (bandiera) | A     | Tuana Keles              |
| 20 | Polonia (bandiera)  | A     | Agata Tarczyńska         |
| 21 | Germania (bandiera) | D     | Ina-Marie Timmermann     |
| 23 | Germania (bandiera) | A     | Stephanie Goddard        |
| 27 | Germania (bandiera) | C     | Nina Lührßen             |
| 30 | Germania (bandiera) | P     | Anneke Borbe             |
| 31 | Germania (bandiera) | D     | Franziska Jaser          |
| 33 | Germania (bandiera) | P     | Kira Witte               |

## Calciomercato

### Sessione estiva
| Acquisti | Acquisti           | Acquisti                       | Acquisti                  |
| R.       | Nome               | da                             | Modalità                  |
| -------- | ------------------ | ------------------------------ | ------------------------- |
| D        | Anna Hausdorff     | Hoffenheim II                  | definitivo                |
| C        | Margarita Gidion   | Eintracht Francoforte          | definitivo                |
| C        | Eva Holtmeyer      | Werder Brema [Primavera B (F)] | aggregata dalle giovanili |
| C        | Jana Radosavljević | Cloppenburg                    | definitivo                |
| C        | Jasmin Sehan       | Sand                           | definitivo                |
| A        | Tuana Keles        | Werder Brema [Primavera B (F)] | aggregata dalle giovanili |
| A        | Agata Tarczyńska   | Wolfsburg II                   | definitivo                |

| Cessioni | Cessioni            | Cessioni        | Cessioni   |
| R.       | Nome                | a               | Modalità   |
| -------- | ------------------- | --------------- | ---------- |
| D        | Adina Hamidović     | St. Pölten      | definitivo |
| D        | Luisa Wensing       | Friburgo        | definitivo |
| C        | Jessica Golebiewski |                 | definitivo |
| C        | Giovanna Hoffmann   | Friburgo        | definitivo |
| C        | Alicia Kersten      | Geestland       | definitivo |
| A        | Selina Cerci        | Turbine Potsdam | definitivo |
| A        | Franziska Gieseke   | Buntentor       | definitivo |
| A        | Cindy König         | Braga           | definitivo |
| A        | Samantha Steuerwald | Friburgo        | definitivo |

### Sessione invernale
| Acquisti | Acquisti        | Acquisti          | Acquisti   |
| R.       | Nome            | da                | Modalità   |
| -------- | --------------- | ----------------- | ---------- |
| D        | Franziska Jaser | Kristianstads DFF | definitivo |

| Cessioni | Cessioni | Cessioni | Cessioni |
| R.       | Nome     | a        | Modalità |
| -------- | -------- | -------- | -------- |
|          |          |          |          |

## Risultati

### Frauen-Bundesliga

#### Girone di andata
| Arbitro: | Biehl (Siesbach) |

|                                                                  |           |            |
| Reuteler 32’ Freigang 35’, 53’ (rig.) Prašnikar 65’ Pawollek 67’ | Marcatori | 15’ Gidion |

| Arbitro: | Derlin (Bad Schwartau) |

|  |           |                                                  |
|  | Marcatori | 38’ Asseyi 40’ Dallmann 53’ Ilestedt 63’ Lohmann |

| Arbitro: | Heidenreich (Bad Schwartau) |

|           |           |                                           |
| Sehan 70’ | Marcatori | 4’ Baijings 63’ (aut.) Goddard 87’ Markou |

| Arbitro: | Joos (Leinfelden-Echterdingen) |

|                                  |           |                |
| Billa 50’ Harsch 65’ Waßmuth 66’ | Marcatori | 20’ Tarczyńska |

| Arbitro: | Westerhoff (Bochum) |

|                                  |           |            |
| Gidion 35’ Tarczyńska 87’ (rig.) | Marcatori | 71’ Winczo |

| Arbitro: | Diekmann (Dortmund) |

|                                      |           |  |
| Wich 35’ Kerschowski 63’ Nikolić 79’ | Marcatori |  |

| Arbitro: | Schwermer (Rieder) |

|                   |           |  |
| Radosavljević 59’ | Marcatori |  |

| Arbitro: | Duske (Leverkusen) |

|                        |           |               |
| Starke 28’ Sanders 36’ | Marcatori | 4’ Tarczyńska |

| Arbitro: | Wildfeuer (Lubecca) |

|                                                                |           |                                      |
| Tarczyńska 4’ (rig.), 59’ Schiechtl 18’ Lührßen 22’ Gidion 63’ | Marcatori | 11’ Baucom 20’ Debitzki 77’ Kornieck |

| Potsdam 10 marzo 2021, ore 14:00 CET 10ª giornata | Turbine Potsdam    | 0 – 0 referto | Werder Brema | Karl-Liebknecht-Stadion (0 spett.)\| Arbitro: \| Schwermer (Rieder) \| |
| Arbitro:                                          | Schwermer (Rieder) |               |              |                                                                        |

| Arbitro: | Heidenreich (Sereetz) |

|             |           |                                                 |
| Lührßen 31’ | Marcatori | 17’, 22’ Jakabfi 70’, 73’ Oberdorf 81’ Doorsoun |

#### Girone di ritorno
| Arbitro: | Derlin (Bad Schwartau) |

|  |           |                                                                  |
|  | Marcatori | 3’ Prašnikar 27’ Pawollek 56’ Reuteler 79’ Freigang 86’ Martinez |

| Arbitro: | Rafalski (Baunatal) |

|                                                                  |           |  |
| Schüller 9’, 45’, 62’ Magull 16’ Bühl 50’ Simon 60’ Hegering 71’ | Marcatori |  |

| Arbitro: | Derlin (Bad Schwartau) |

|                      |           |             |
| Elmazi 24’ Wilde 66’ | Marcatori | 56’ Lührßen |

| Arbitro: | Hussein (Bad Harzburg) |

|  |           |                                |
|  | Marcatori | 24’ (aut.) Hausicke 29’ Bühler |

| Arbitro: | Westerhoff (Bochum) |

|                                       |           |                          |
| Emmerling 11’ Becker 44’ Endemann 73’ | Marcatori | 80’ Ulbrich 86’ Walkling |

| Arbitro: | Arlt (Greven) |

|                    |           |             |
| Gidion 8’ Tóth 24’ | Marcatori | 50’ Nikolić |

| Arbitro: | Heimann (Gladbeck) |

|                                                                    |           |             |
| Hoppius 3’ Green 71’ George 76’ Loos 79’ Moorrees 84’ Plasmann 86’ | Marcatori | 2’ Walkling |

| Arbitro: | Duske (Leverkusen) |

|                          |           |            |
| Wichmann 19’ Lührßen 22’ | Marcatori | 5’ Sanders |

| Arbitro: | Hussein (Bad Harzburg) |

|              |           |                                     |
| Debitzki 66’ | Marcatori | 18’ Schiechtl 27’ (aut.) Mahmutovic |

| Arbitro: | Kunkel (Amburgo) |

|  |           |                         |
|  | Marcatori | 44’ Ehegötz 66’ Kössler |

| Arbitro: | Duske (Leverkusen) |

|                                                                                           |           |  |
| Wolter 2’ Wichmann 19’ (aut.) Pajor 23’, 25’, 68’ Engen 40’ Jakabfi 55’ van de Sanden 79’ | Marcatori |  |

### DFB-Pokal der Frauen
| Arbitro: | Heimann (Gladbeck) |

|  |           |                                                          |
|  | Marcatori | 4’ Goddard 37’ Lührßen 41’ Walkling 83’ Zimmer 85’ Sehan |

| Arbitro: | Biehl (Siesbach) |

|  |           |                                |
|  | Marcatori | 56’ Walkling 90’ Radosavljević |

| Arbitro: | Diekmann (Dortmund) |

|                                                |                      |                                  |
| Hausicke 28’ Tarczyńska 105’                   | Marcatori            | 61’ Krug 101’ Flaws              |
| Jaser Volkmer Ulbrich Radosavljević Tarczyńska | Tiri di rigore 5 – 3 | Flaws Berentzen Preuß Fullenkamp |

| Arbitro: | Kunkel (Amburgo) |

|                                                                              |           |  |
| Blomqvist 29’ Popp 30’, 74’ Oberdorf 40’ Huth 42’ Jaser 53’ (aut.) Pajor 82’ | Marcatori |  |

## Statistiche

### Statistiche di squadra
| Competizione         | Punti | In casa | In casa | In casa | In casa | In casa | In casa | In trasferta | In trasferta | In trasferta | In trasferta | In trasferta | In trasferta | Totale | Totale | Totale | Totale | Totale | Totale | DR  |
| Competizione         | Punti | G       | V       | N       | P       | Gf      | Gs      | G            | V            | N            | P            | Gf           | Gs           | G      | V      | N      | P      | Gf     | Gs     | DR  |
| -------------------- | ----- | ------- | ------- | ------- | ------- | ------- | ------- | ------------ | ------------ | ------------ | ------------ | ------------ | ------------ | ------ | ------ | ------ | ------ | ------ | ------ | --- |
| Frauen-Bundesliga    | 19    | 11      | 5       | 0       | 6       | 14      | 27      | 11           | 1            | 1            | 9            | 9            | 40           | 22     | 6      | 1      | 15     | 23     | 67     | -44 |
| DFB-Pokal der Frauen | -     | 1       | 0       | 1       | 0       | 2       | 2       | 3            | 2            | 0            | 1            | 7            | 7            | 4      | 2      | 1      | 1      | 9      | 9      | 0   |
| Totale               | -     | 12      | 5       | 1       | 6       | 16      | 29      | 14           | 3            | 1            | 10           | 16           | 47           | 26     | 8      | 2      | 16     | 32     | 76     | -44 |

### Andamento in campionato
| Giornata  | 1  | 2  | 3  | 4  | 5 | 6  | 7 | 8 | 9 | 10 | 11 | 12 | 13 | 14 | 15 | 16 | 17 | 18 | 19 | 20 | 21 | 22 |
| --------- | -- | -- | -- | -- | - | -- | - | - | - | -- | -- | -- | -- | -- | -- | -- | -- | -- | -- | -- | -- | -- |
| Luogo     | T  | C  | C  | T  | C | T  | C | T | C | T  | C  | C  | T  | T  | C  | T  | C  | T  | C  | T  | C  | T  |
| Risultato | P  | P  | P  | P  | V | P  | V | P | V | N  | P  | P  | P  | P  | P  | P  | V  | P  | V  | V  | P  | P  |
| Posizione | 11 | 11 | 12 | 12 | 9 | 12 | 9 | 9 | 9 | 9  | 9  | 9  | 9  | 9  | 9  | 10 | 9  | 10 | 9  | 9  | 9  | 9  |

Legenda:

Luogo: C = Casa; T = Trasferta. Risultato: V = Vittoria; N = Pareggio; P = Sconfitta.

### Statistiche delle giocatrici
| Giocatore        | Frauen-Bundesliga | Frauen-Bundesliga | Frauen-Bundesliga | Frauen-Bundesliga | DFB-Pokal der Frauen | DFB-Pokal der Frauen | DFB-Pokal der Frauen | DFB-Pokal der Frauen | Totale   | Totale | Totale      | Totale     |
| Giocatore        | Presenze          | Reti              | Ammonizioni       | Espulsioni        | Presenze             | Reti                 | Ammonizioni          | Espulsioni           | Presenze | Reti   | Ammonizioni | Espulsioni |
| ---------------- | ----------------- | ----------------- | ----------------- | ----------------- | -------------------- | -------------------- | -------------------- | -------------------- | -------- | ------ | ----------- | ---------- |
| A. Borbe         | 5                 | -13               | 0                 | 0                 | 0                    | 0                    | 0                    | 0                    | 5        | -13    | 0           | 0          |
| M. Gidion        | 21                | 4                 | 3                 | 0                 | 3                    | 0                    | 0                    | 0                    | 24       | 4      | 3           | 0          |
| S. Goddard       | 18                | 0                 | 1                 | 0                 | 3                    | 1                    | 0                    | 0                    | 21       | 1      | 1           | 0          |
| A. Hausdorff     | 11                | 0                 | 0                 | 0                 | 4                    | 0                    | 0                    | 0                    | 15       | 0      | 0           | 0          |
| L. Hausicke      | 15                | 0                 | 2                 | 0                 | 2                    | 1                    | 1                    | 0                    | 17       | 1      | 3           | 0          |
| E. Holtmeyer     | 1                 | 0                 | 0                 | 0                 | -                    | -                    | -                    | -                    | 1        | 0      | 0           | 0          |
| F. Jaser         | 8                 | 0                 | 0                 | 0                 | 2                    | 0                    | 0                    | 0                    | 10       | 0      | 0           | 0          |
| N. Lührßen       | 22                | 4                 | 0                 | 0                 | 3                    | 1                    | 0                    | 0                    | 25       | 5      | 0           | 0          |
| T. Keles         | 17                | 0                 | 0                 | 0                 | 3                    | 0                    | 0                    | 0                    | 20       | 0      | 0           | 0          |
| J. Kofler        | 11                | 0                 | 2                 | 0                 | 4                    | 0                    | 0                    | 0                    | 15       | 0      | 2           | 0          |
| L. Pauels        | 17                | -54               | 1                 | 0                 | 3                    | -9                   | 0                    | 0                    | 20       | -63    | 1           | 0          |
| J. Radosavljević | 15                | 1                 | 2                 | 0                 | 4                    | 1                    | 0                    | 0                    | 19       | 2      | 2           | 0          |
| K. Schiechtl     | 16                | 2                 | 2                 | 0                 | 1                    | 0                    | 0                    | 0                    | 17       | 2      | 2           | 0          |
| J. Sehan         | 13                | 1                 | 3                 | 0                 | 2                    | 1                    | 0                    | 0                    | 15       | 2      | 3           | 0          |
| A. Tarczyńska    | 12                | 5                 | 1                 | 0                 | 2                    | 1                    | 0                    | 0                    | 14       | 6      | 1           | 0          |
| I-M. Timmermann  | 21                | 0                 | 0                 | 0                 | 3                    | 0                    | 0                    | 0                    | 24       | 0      | 0           | 0          |
| G. Tóth          | 18                | 1                 | 0                 | 0                 | 2                    | 0                    | 0                    | 0                    | 20       | 1      | 0           | 0          |
| M. Ulbrich       | 22                | 1                 | 2                 | 0                 | 4                    | 0                    | 1                    | 0                    | 26       | 1      | 3           | 0          |
| V. Volkmer       | 20                | 0                 | 1                 | 0                 | 4                    | 0                    | 0                    | 0                    | 24       | 0      | 1           | 0          |
| R. Walkling      | 22                | 2                 | 0                 | 0                 | 4                    | 2                    | 0                    | 0                    | 26       | 4      | 0           | 0          |
| S. Walter        | 7                 | 0                 | 0                 | 0                 | 3                    | 0                    | 0                    | 0                    | 10       | 0      | 0           | 0          |
| R. Wichmann      | 22                | 1                 | 1                 | 0                 | 4                    | 0                    | 0                    | 0                    | 26       | 1      | 1           | 0          |
| K. Witte         | 1                 | -7                | 0                 | 0                 | 1                    | 0                    | 0                    | 0                    | 2        | -7     | 0           | 0          |
| J. Zimmer        | 2                 | 0                 | 0                 | 0                 | 1                    | 1                    | 0                    | 0                    | 3        | 1      | 0           | 0          |